# Финал Кубка России по футболу среди женщин 2022
Финал Winline Кубка России по футболу 2022 — финальный матч 30-го розыгрыша Кубка России по футболу среди женщин. В матче приняли участие московский ЦСКА и петербургский «Зенит».

## События до матча
14 октября 2022 года была проведена жеребьевка города, принимающего финал. Городами-кандидатами на проведение игры были Москва и Санкт-Петербург. По итогам жеребьевки городом проведения финального матча стал Санкт-Петербург. Также участники определили номинального хозяина поля. Им стала женская команда «Зенит».
24 октября стартовала продажа билетов на матч (стоимость от 200 р.)

## Место проведения
Финальный матч за Winline Кубок России по футболу среди женских команд состоялся 4 ноября в 16:30 на «Газпром Арене» в г. Санкт-Петербург по итогам жеребьевки, прошедшей 14 октября 2022 г. в зале Исполкома РФС. Вместимость стадиона составляет 62 315 зрителей, арена принимала матчи крупнейших международных турниров мира — Кубка Конфедераций в 2017 году, в том числе и финал между сборными Чили и Германии, Чемпионат Мира в 2018 году (на стадионе были проведены семь матчей турнира, включая матч за 3-е место) и игры Чемпионата Европы в 2021. 9 июля 2022 года стадион принимал матч Суперкубка России по футболу 2022 между «Зенитом» и «Спартаком», закончившийся победой «Зенита» 4:0.

## Команды
Для «Зенита» финал стал вторым подряд в истории Кубка России (первый был против «Локомотива» в 2021 году). ЦСКА вышел в финал в третий раз. Между собой команды в рамках Кубка России до этого финала не встречались.
Достижения в розыгрышах Кубка России
| Команда | Итого    | 2022         | 2021 | 2020 | 2019 | 2018 | 2017         |
| ------- | -------- | ------------ | ---- | ---- | ---- | ---- | ------------ |
| ЦСКА    | 3 финала | Кубок России | 1/8  | 2    | 1/2  | 1/4  | Кубок России |
| Зенит   | 2 финала | 2            | 2    | 1/4  | —    | —    | —            |

## Тренеры
Для главного тренера «Зенита» Ольги Порядиной финал Кубка России стал вторым в тренерской карьере, ЦСКА в финал вывел Александр Григорян, но в самом финале руководил командой вернувшийся после расторжения контракта с Григоряном Максим Зиновьев (для него это будет третий финал).
Достижения тренеров в розыгрышах Кубка России
| Тренер          | Итого      | Сезоны       | Сезоны | Сезоны | Сезоны       | Сезоны       | Сезоны       | Сезоны       | Сезоны | Сезоны       | Сезоны       | Сезоны       | Сезоны       | Сезоны | Сезоны       | Сезоны       |
| Тренер          | Итого      | 2022         | 2021   | 2020   | 2017         | 2010         | 2009         | 2008         | 2007   | 2006         | 2004         | 2003         | 2002         | 1998   | 1997         | 1996         |
| --------------- | ---------- | ------------ | ------ | ------ | ------------ | ------------ | ------------ | ------------ | ------ | ------------ | ------------ | ------------ | ------------ | ------ | ------------ | ------------ |
| Ольга Порядина  | 13 финалов | Тренер       | Тренер | Тренер | —            | Игрок        | Игрок        | Игрок        | Игрок  | Игрок        | Игрок        | Игрок        | Игрок        | Игрок  | Игрок        | Игрок        |
| Ольга Порядина  | 13 финалов | 2            | 2      | 1/4    | —            | Кубок России | Кубок России | Кубок России | 2      | Кубок России | Кубок России | Кубок России | Кубок России | 2      | Кубок России | Кубок России |
| Максим Зиновьев | 3 финала   | Тренер       | Тренер | Тренер | Тренер       | —            | —            | —            | —      | —            | —            | —            | —            | —      | —            | —            |
| Максим Зиновьев | 3 финала   | Кубок России | 1/8    | 2      | Кубок России | —            | —            | —            | —      | —            | —            | —            | —            | —      | —            | —            |

## Судейство
судейство клубов Ксенией Горячевой
| дата                                     | город | стадион     | турнир    | хозяева | оппонент | счёт |
| ---------------------------------------- | ----- | ----------- | --------- | ------- | -------- | ---- |
| Чемпионат России по футболу среди женщин |       |             |           |         |          |      |
| 22.05.2022                               | Химки | Новые Химки | 11 тур ЧР | ЦСКА    | Зенит    | 0:1  |

## Путь к финалу
| И | В | Н | П | ГЗ | ГП | РГ  |
| - | - | - | - | -- | -- | --- |
| 3 | 3 | 0 | 0 | 18 | 1  | +17 |

| И | В | Н | П | ГЗ | ГП | РГ |
| - | - | - | - | -- | -- | -- |
| 3 | 3 | 0 | 0 | 6  | 2  | +4 |

## Регламент матча
Спортивный регламент
- 90 минут основного времени (компенсированное время к каждому тайму в случае необходимости).
- Послематчевые пенальти в случае необходимости.
- Максимум пять замен.

## Финальный матч
| Зенит         | 1:2      | ЦСКА                     |
| ------------- | -------- | ------------------------ |
| Цыбутович 47′ | Протокол | 36′ Петрова · 45′ Онгене |

| Зенит | ЦСКА |

| Вр             | 21 | Юлия Гриченко        |       |     |
| Защ            | 24 | Любовь Кипяткова     |       |     |
| Защ            | 70 | Вероника Куропаткина | 90+2' |     |
| Защ            | 13 | Вера Симановская     |       | 66' |
| Защ            | 19 | Ксения Цыбутович     |       |     |
| Пз             | 23 | Александра Лазаревич | 85'   |     |
| Пз             | 88 | Анастасия Поздеева   |       |     |
| Пз             | 11 | Наталья Трофимова    |       | 85' |
| Нап            | 52 | Ана Диаш             |       | 46' |
| Нап            | 71 | Екатерина Пантюхина  |       |     |
| Нап            | 7  | Лина Якупова         |       | 46' |
| Запасные:      |    |                      |       |     |
| Вр             | 1  | Наталья Воскобович   |       |     |
| Пз             | 51 | Габриэла Гживиньска  |       | 46' |
| Пз             | 14 | Елизавета Семёнова   |       | 66' |
| Пз             | 77 | Зарина Шарифова      |       |     |
| Нап            | 9  | Кики                 |       | 46' |
| Нап            | 74 | Елена Костарева      |       |     |
| Нап            | 10 | Елена Шестернёва     |       | 85' |
| Тренер:        |    |                      |       |     |
| Ольга Порядина |    |                      |       |     |

| Вр              | 74 | Елизавета Щербакова    |     |     |
| Защ             | 27 | Мария Алексеева        |     |     |
| Защ             | 93 | Екатерина Братко       |     |     |
| Защ             | 6  | Невена Дамьянович      | 89' |     |
| Защ             | 25 | Юлия Плешкова          |     |     |
| Пз              | 22 | Ксения Коваленко       |     | 71' |
| Пз              | 14 | Татьяна Петрова        |     |     |
| Пз              | 10 | Надежда Смирнова       |     |     |
| Пз              | 70 | Маргарита Черномырдина |     |     |
| Нап             | 7  | Габриэль Онгене        |     | 86' |
| Нап             | 18 | Франциска Ордега       |     |     |
| Запасные:       |    |                        |     |     |
| Вр              | 29 | Анастасия Ананьева     |     |     |
| Защ             | 8  | Карина Блынская        |     | 86' |
| Защ             | 31 | Маргарита Мануйлова    |     |     |
| Защ             | 15 | Юлия Мясникова         |     |     |
| Защ             | 23 | Ольга Чернова          |     |     |
| Защ             | 5  | Тияна Янкович          |     |     |
| Пз              | 63 | Валерия Беспаликова    |     |     |
| Пз              | 26 | Вероника Ермакова      |     |     |
| Пз              | 65 | Марина Кисконен        |     |     |
| Нап             | 20 | Валерия Бизенкова      |     |     |
| Нап             | 17 | Дарья Яковлева         |     | 71' |
| Тренер:         |    |                        |     |     |
| Максим Зиновьев |    |                        |     |     |

| Ассистенты главного судьи: Екатерина Павленко (Кострома) Елена Поликарпова (Тамбов) Резервный судья: Найля Хасанова (Нижний Новгород) Резервный ассистент судьи: Елена Собчук (Санкт-Петербург) Инспектор: Александр Колымажнов (Астрахань) Комиссар: Иван Цитович (Москва) |